# Capitulare Saxonicum

Droit Romano-germain
Droit du haut Moyen Âge
Capitulatio de partibus Saxoniae (782) Lex Saxonum (802)
Le 28 octobre 797 était publié le Capitulare Saxonicum de Charlemagne, qui visait à la pacification des régions saxonnes qu’il avait soumises : le roi y abandonne le régime d’exception installé en 785 pour mettre en œuvre un régime de pacification, en collaboration avec l’aristocratie saxonne réunie à Aix-la-Chapelle. 
Ce texte remplaçait la Capitulatio de partibus Saxoniae et ses mesures draconiennes : les peines de morts étaient remplacées par des peines pécuniaires. D’autre part, les Saxons recevaient l’égalité politique avec les autres peuples du royaume franc. En 802, la Lex Saxonum leur permit même de conserver leurs coutumes juridiques. 
Le Capitulare fait partie de la stratégie de Charlemagne après la nouvelle révolte saxonne de 793 : ceux-ci avaient été christianisés surtout par la force et devaient payer la dîme, qui représentait un gros effort sans qu’ils y aient été accoutumés. De ce fait, ils s’étaient rebellés et étaient revenus à leurs habitudes païennes. Charlemagne réagit donc d’une part par la force, avec une série de campagnes militaires violentes et des déportations massives des Saxons vers tout son royaume, d’autre part par l’encouragement, avec ce Capitulare et des récompenses pour les Saxons restés loyaux. Cette double stratégie se révéla payante, même si les conflits continuèrent localement jusqu’en 804.